# وزير الإعلام
وزير الإعلام، 
هو وزير في حكومات بعض الدول المسؤولة عن التعامل مع المسائل الإعلامية والمعلومات، وغالبا ما يرتبط ذلك مع الرقابة والدعاية. في بعض الأحيان يتم إعطاء حقيبة الوزارة إلى وزير الثقافة. وهو الوزير المختص والمسؤول عن جميع المعاملات والشؤون الإعلامية، ويهتم بمتابعة جميع الأمور المتعلقة بوزارة الإعلام وتطبيق سياساتها.
في معظم الدول الغربية لا توجد حقيبة وزارة الإعلام في الحكومة، ولا تخضع لأي رقابة سياسية من طرف الحكومة. ويعوضه ذلك تحكم اللوبي الإعلامي لكل دولة وضغوط الهياكل السياسية للمجتمع المدني.

## وزارات الإعلام
'وزير الإعلام'  قد تشير إلى:
- في الحكم النازي: Ministry of Public Enlightenment and Propaganda|Minister of Public Enlightenment and Propaganda (a historical position in Nazi Germany)
- هونغ كونغ: Information Services Department|Director of Information Services
- الهند: وزارة الإعلام and Broadcasting (India)|وزارة الإعلام and Broadcasting
- إندونيسيا: وزير الاتصالات والإعلاميات
- العراق: List of Iraqi وزير الاعلامs|وزير الاعلام (a historical position during the presidency of Saddam Hussein)
- كوريا الجنوبية: وزارة الإعلام والاتصالات (كوريا الجنوبية)|وزير الإعلام والاتصالات
- مقدونيا: وزارة الإعلام Society and Administration
- ماليزيا: Ministry of Communications and Multimedia (Malaysia)
- ناميبيا: Cabinet of Namibia|وزير الإعلام والاتصالات تكنولوجيا
- نيجيريا: Government of Nigeria|وزير الإعلام والاتصالات
- النرويج: Norwegian Ministry of Culture and Enlightenment|Ministry of Culture and Enlightenment (a historical position in the Norwegian government during the German occupation during World War II)
- فلسطين: وزير الاعلام of the Palestinian National Authority|وزير الاعلام
- الفلبين: Presidential Communications Group (Philippines)|Head of the Presidential Communications Operations Office/Head of the Presidential Communications Development and Strategic Planning (formerly the Press Secretary, still with Cabinet rank)
- روسيا: List of Ministers of National Enlightenment|Minister of National Enlightenment (a historical position in Imperial Russia before the 1917 October Revolution)
- صربيا: وزير الإعلام (صربيا)
- سنغافورة: وزارة الإعلام, Communications and the Arts|وزير الإعلام, Communications and the Arts
- تايلاند: وزارة الإعلام والاتصالات تكنولوجيا (Thailand)|وزير الإعلام والاتصالات تكنولوجيا
- أوكرانيا: وزارة الإعلام Policy (Ukraine)|وزارة الإعلام Policy
- المملكة المتحدة: وزارة الإعلام (United Kingdom)|وزير الإعلام (a historical position in the United Kingdom|British government during the World War I|First and World War II|Second World Wars as head of the وزارة الإعلام)
- فيتنام: وزارة الإعلام والاتصالات (Vietnam)|وزير الإعلام والاتصالات
- المملكة العربية السعودية: وزارة الثقافة والإعلام (السعودية)